# Eleição municipal de Cabo de Santo Agostinho em 1988
A eleição municipal de Cabo de Santo Agostinho em 1988 ocorreu no dia 15 de novembro de 1988, com o objetivo de eleger uma chapa de prefeito e vice-prefeito para ocupar a prefeitura do município, junto a 15 vereadores para compor a Câmara Municipal de vereadores da cidade.

## Resultados

### Prefeito e Vice-Prefeito
A prefeitura do Cabo de Santo Agostinho foi disputada por 5 candidatos, são eles: Eronides Francisco Soares, do PMDB, que obteve 16.801 (41.83%) votos válidos, José Alberto de Lima, do PFL, que foi capaz de obter 16.240 (40.43%) votos válidos, Jacó Gomes da Silva, do PSB, sendo o terceiro colocado com 3.730 (9.28%) votos válidos, José Feliciano de Barros Neto, do PTB, que obteve 2.709 (6.74%) votos válidos e José Alonso Tomás Filho, do PT, que obteve 685 (1.71%) votos válidos. O Tribunal Superior Eleitoral também apurou, na eleição para as chapas de prefeito, um comparecimento de 54.574 eleitores. Destes, 40.165 (73.60%) submeteram votos válidos, enquanto 3.796 (5.96%) submeteram votos nulos e 10.613 (19.45%) eleitores submeteram votos em branco ou não compareceram.
Apesar do apoio dado pelo titular e colega de partido Elias Gomes junto ao governador da época Miguel Arraes, era inesperada a vitória de Eronides Francisco Soares ao cargo executivo municipal neste pleito, visto que José Alberto de Lima se manteve como o candidato mais popular durante todo o confronto político da época, justificando, assim, o estreito resultado deste pleito.
| Candidato                           | Número | Vice                            | Votos recebidos | Percentual |
| ----------------------------------- | ------ | ------------------------------- | --------------- | ---------- |
| Eronides Francisco Soares (PMDB)    | 15     | Paulo Roberto Ferreira Soares   | 16.801          | 41.83%     |
| José Alberto de Lima (PFL)          | 25     | José Martins Sales              | 16.240          | 40.43%     |
| Jacó Gomes da Silva (PSB)           | 40     | Lucio Fernando Monteiro Pereira | 3.730           | 9.29%      |
| José Feliciano de Barros Neto (PTB) | 14     | Genival Virgílio Gomes          | 2.709           | 6.74%      |
| José Alonso Tomás Filho (PT)        | 13     | Silvana Moura da Silva          | 685             | 1.71%      |

### Vereadores
No confronto eleitoral pelas 15 cadeiras, 231 candidatos disputaram com o objetivo de ocupá-las na Câmara Municipal de Vereadores do Cabo de Santo Agostinho. Foi apurado, pelo Tribunal Superior Eleitoral, um comparecimento de 46.930 eleitores neste pleito da eleição, dos quais 34.370 (73.24%) submeteram votos válidos, 4.946 (10.54%) submeteram votos nulos e 7.614 (16.22%) submeteram votos em branco ou não compareceram.
| Candidato                                | Número | Votos recebidos | Percentual |
| ---------------------------------------- | ------ | --------------- | ---------- |
| Everaldo Cabral de Oliveira (PFL)        | 25625  | 889             | 2.59%      |
| Antenor Antônio da Silva (PFL)           | 25690  | 880             | 2.56%      |
| Reginaldo Loureto da Silva (PFL)         | 25641  | 627             | 1.82%      |
| Irandir Alberto da Silva (PMB)           | 26611  | 599             | 1.74%      |
| José Cosmo da Silva Neto (PFL)           | 25627  | 593             | 1.72%      |
| Isaias José da Silva (PFL)               | 25615  | 583             | 1.79%      |
| José Severino Alexandrino Ferreira (PTB) | 14660  | 511             | 1.49%      |
| Clovis Farias Monte (PMDB)               | 15691  | 502             | 1.46%      |
| José Paulo de Sena (PMDB)                | 15667  | 455             | 1.32%      |
| Manoel Luiz Bezerra Neto (PMDB)          | 15628  | 444             | 1.29%      |
| Luiz Pereira Lima (PMDB)                 | 15687  | 438             | 1.27%      |
| Eurico Henrique da Silva (PMDB)          | 15613  | 427             | 1.24%      |
| Grinaldo Mesquita Wanderley (PMDB)       | 15604  | 417             | 1.21%      |
| José Otávio Andrade Lins (PDC)           | 17606  | 403             | 1.17%      |
| José Bezerra dos Santos (PDC)            | 17607  | 308             | 0.90%      |